# Худыковцы
Худыковцы (укр. Худиківці) — село в Мельнице-Подольской поселковой общине Чортковского района Тернопольской области Украины.
До 2020 года входило в Борщёвский район.
Код КОАТУУ — 6120888601. Население по переписи 2001 года составляло 694 человека.

## Географическое положение
Село Худыковцы находится на левом берегу реки Днестр, выше по течению на расстоянии в 2,5 км расположено село Устье, ниже по течению примыкает посёлок Мельница-Подольская.

## Объекты социальной сферы
- Школа I—II ст. (сгорела)
- Клуб (сгорел).
- Фельдшерско-акушерский пункт.